# 양수기

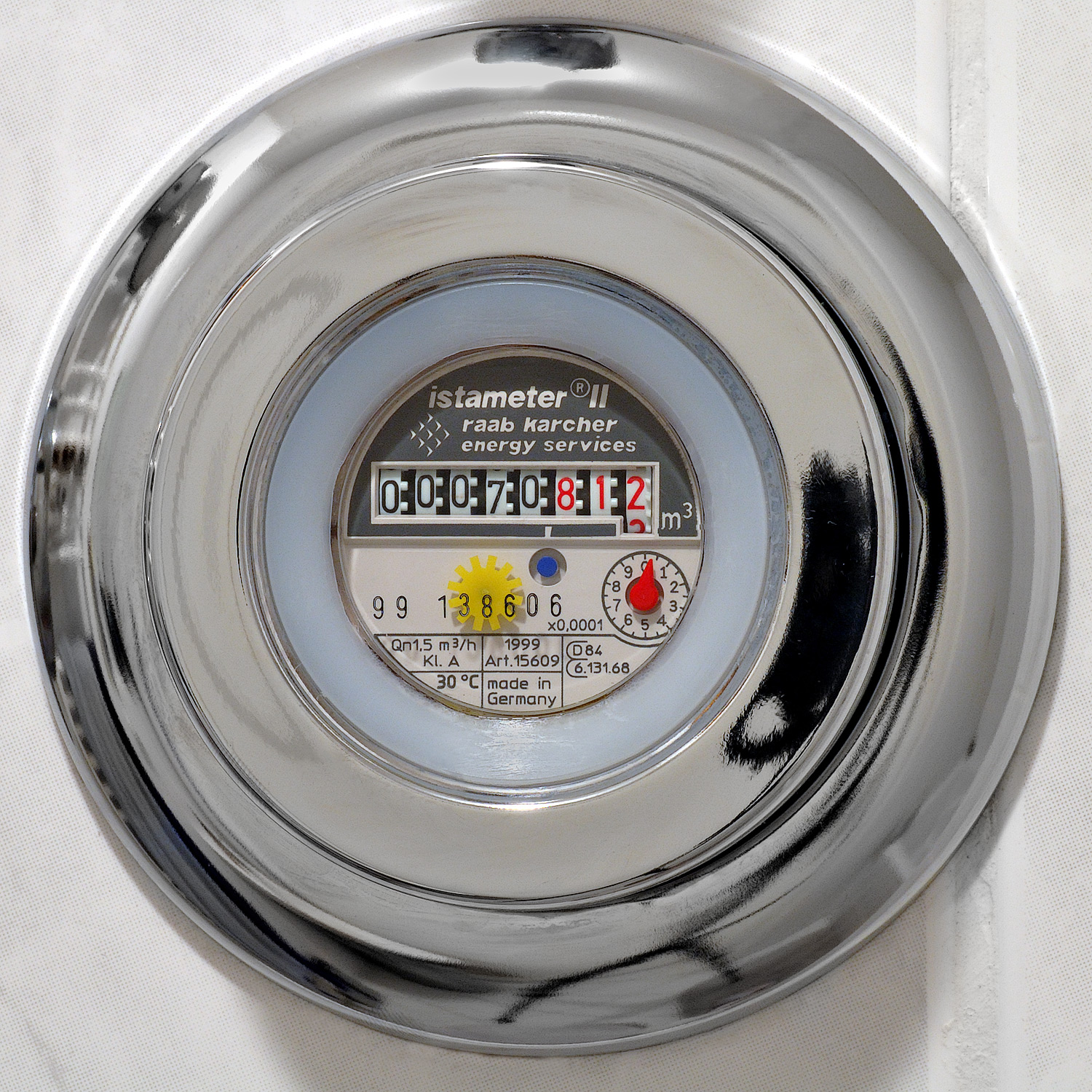
양수기

양수기(量水器, 문화어: 량수기) 또는 수량계(水量計)는 물의 사용량을 측정하는 데에 쓰이는 장치이다. 수도미터라고도 부른다. 수많은 개발 도상국에서 양수기는 공공 물 공급 시스템 안에서 거주 건물과 상업 건물에 각각 쓰인다.
가정용 수도미터는 그 내부에 날개수레가 들어 있어 이것이 물의 흐름에 따라 돌도록 되어 있다. 날개수레의 회전하는 속도는 물이 흐르는 속도에 비례하므로, 그 회전수를 측정하면 흘러나간 물의 체적, 즉 소비한 물의 체적을 알 수가 있다. 날개수레의 회전은 치차에 의해서 지침에 전달된다.

## 같이 보기
- 가스 미터
- 전력계
- 아르키메데스 나선양수기